# Велімада (підрозділ окружного секретаріату)
Підрозділ окружного секретаріату Велімада — підрозділ окружного секретаріату округу Бадулла, провінції Ува, Шрі-Ланка. Складається з 64 Грама Ніладхарі.